# Zeitungsklammer

Die Zeitungsklammer des Handelsblattes zeigt das klassische Unternehmerbild der 50er Jahre

Eine Zeitungsklammer ist eine blattfedergespannte Klammer aus Kunststoff oder Metall. Mit Zeitungsklammern können Zeitungen und Zeitschriften an meist postkartenständerähnlichen Drahtrahmen an Kiosken und vereinzelt auch beim Fach-Einzelhandel sowie in begehbaren Trinkhallen befestigt werden.
Die Zeitungsklammern tragen das Logo von Zeitungen und Zeitschriften und werden als Werbemittel eingesetzt.
Die größte Verbreitung hatten Zeitungsklammern in den 1950er- bis 1970er-Jahren in Deutschland und Frankreich. Heute sind Zeitungsklammern nur noch vereinzelt in Deutschland anzutreffen. Da klassische Kioske mit aufgehängten Presseprodukten zunehmend anderen Vertriebswegen wie Supermärkten weichen, verlieren Zeitungsklammern als Werbemittel an Bedeutung.
Die Logos von Zeitungsklammern spiegeln den sich wandelnden Zeitgeist wider: Beispielsweise pries sich das Handelsblatt in den 1950er-Jahren als „Deutsche Wirtschaftszeitung“ an und die Zeitungsklammer zeigte einen klischeehaften Unternehmer mit Gehstock, Melone und spitzem Zeigefinger. In den 1990er-Jahren hatte sich das Handelsblatt zur „Wirtschafts- und Finanzzeitung“ entwickelt, die mit einem schlichten schwarzen Namenszug auf weißem Untergrund auskommt und auf bildhafte Elemente auf der Zeitungsklammer verzichtet.